# Паспорт гражданина Ливии
 Паспорт гражданина Ливии  — документ, который выдаётся гражданам Ливии для совершения поездок за границу.

## Краткая история
Дизайн паспорта менялся по крайней мере 4 раза. Последний раз паспорт Ливии был изменён в связи с падением режима Каддафи.

## Паспорт Королевства Ливия
Паспорта Королевства Ливии будут действительны для таких стран, как Тайвань, Турция, Греция, Югославия, Италия, Швейцария, Австрия, Западная Германия, Франция, Испания, Нидерланды, Бельгия, Люксембург, Великобритания, Дания, Швеция, Норвегия и США.

## Паспорт Республики Ливия
После политических изменений 1 сентября 1969 года ливийский паспорт стал действителен и для ряда других стран: Болгария, Чехословакия, СССР и Румыния.

## Паспорт Ливийской Арабской Джамахирии
В начале 1990-х годов ливийский паспорт был действительным для всех стран мира за исключением Южной Африки и «оккупированной Палестины» (Израиля, Западного берега реки Иордан и Сектора Газа).

## Галерея

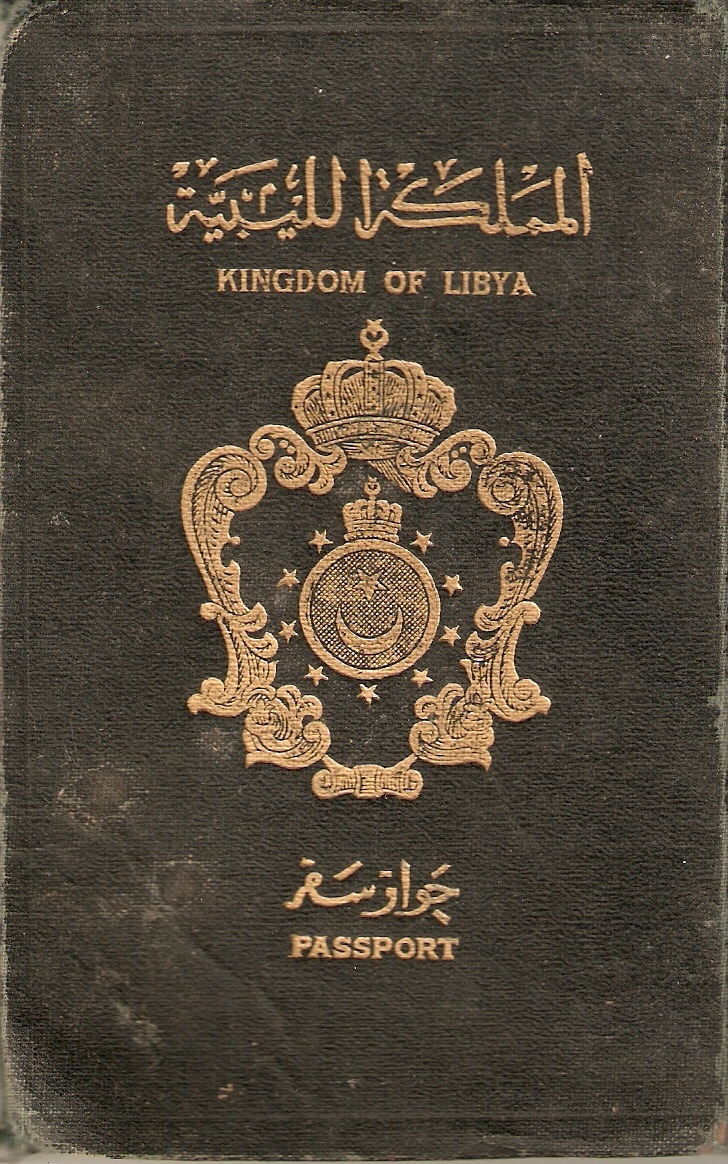
Паспорт Королевства Ливии (1951–1969)
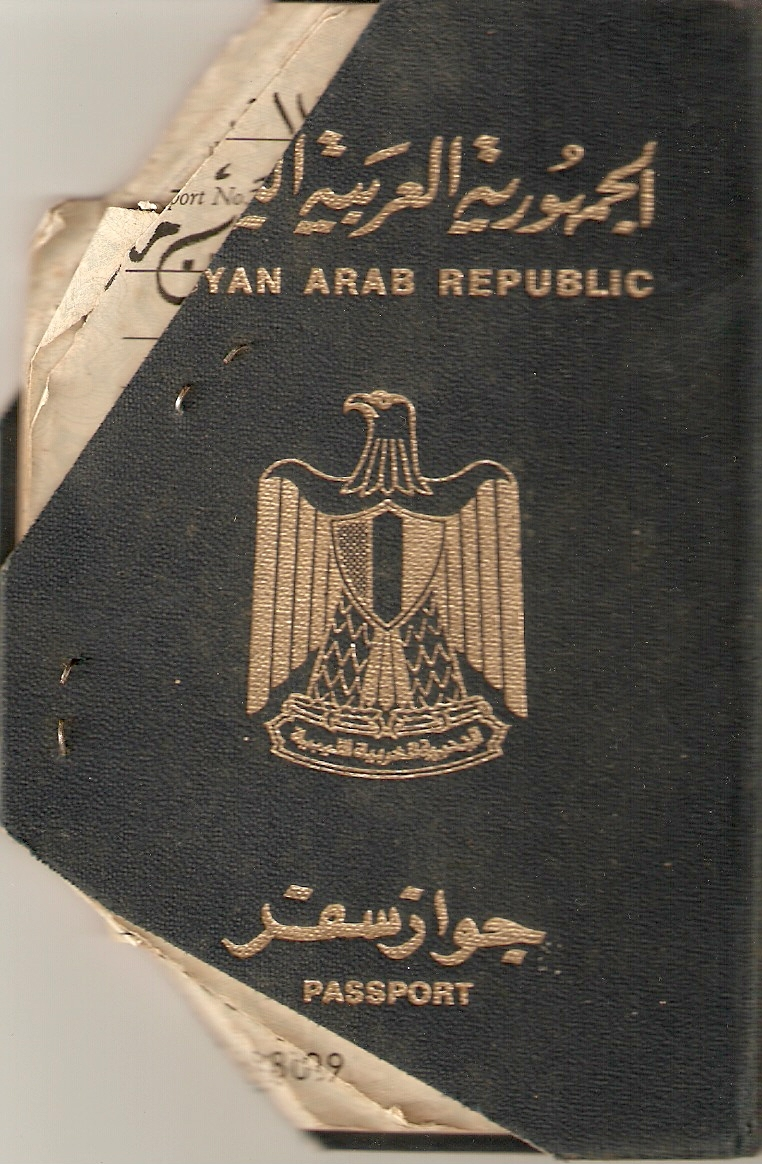
Паспорт Ливийской Арабской Республики (1969–1977)
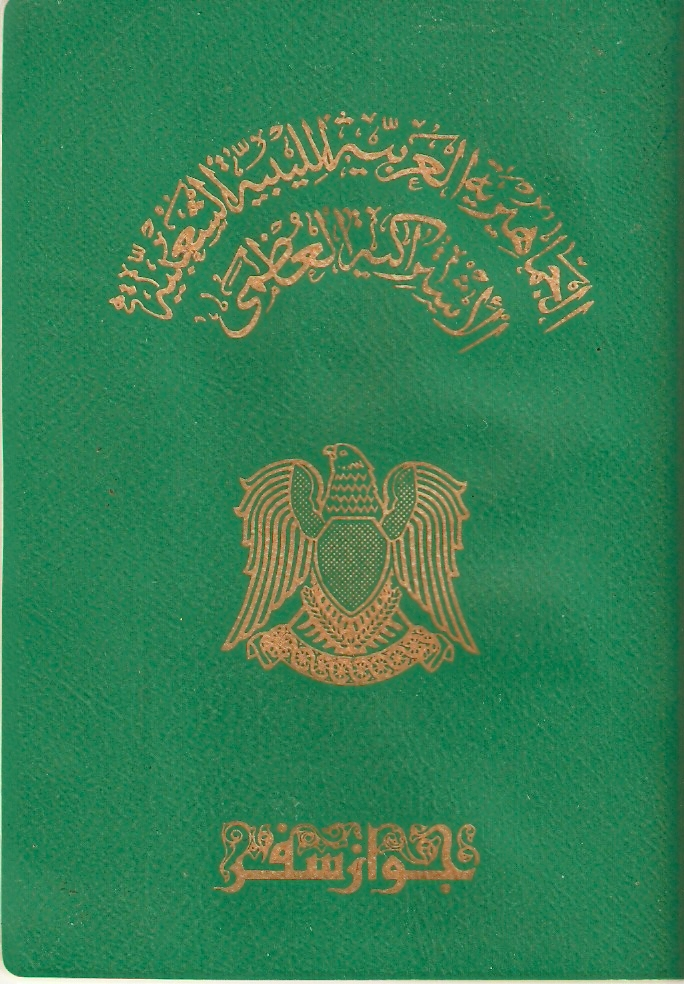
Паспорт Великой Социалистической Народной Ливийской Арабской Джамахирии (1977–2011)